# Palicourea iquitoensis
Palicourea iquitoensis är en måreväxtart som beskrevs av Kurt Krause. Palicourea iquitoensis ingår i släktet Palicourea och familjen måreväxter. Inga underarter finns listade i Catalogue of Life.